# Joseph Barrell
Joseph Barrell (* 15. Dezember 1869 in New Providence, New Jersey; † 4. Mai 1919 in New Haven, Connecticut) war ein US-amerikanischer Geologe und Ingenieur an der Yale University.

## Leben
Joseph Barrell studierte ab 1888 an der Lehigh University, wo er 1892 einen Bachelor erwarb. 1893 folgte ein Abschluss als Ingenieur (E.M.), 1897 ein Master. Anschließend arbeitete er an der Lehigh University als Dozent für Bergbau und Metallurgie. Bis 1901 arbeitete Barrell für das United States Geological Survey in Montana und erwarb zeitgleich an der Yale University einen Ph.D. in Geologie. Zunächst erhielt er eine Professur an der Lehigh University, kehrte aber 1903 als Assistant Professor an die Yale University zurück, wo 1908 für ihn ein Lehrstuhl für Strukturgeologie eingerichtet wurde.
1905 wurde Barrell als Fellow in die American Association for the Advancement of Science gewählt, 1915 als Mitglied in die American Academy of Arts and Sciences, 1916 erhielt er ein Ehrendoktorat der Lehigh University. 1919 – wenige Tage vor seinem Tod – wurde er in die National Academy of Sciences gewählt.
Barrell starb nach kurzer schwerer Erkrankung an Lungenentzündung und Meningitis. Er war seit 1902 mit Lena Hopper Bailey verheiratet, das Paar hatte vier Söhne.

## Wirken
Barrell ist vor allem für seine Arbeiten zur Entstehung von Sedimentgestein bekannt, insbesondere seine Hypothese, dass nicht nur Meeresablagerungen Sedimentgestein bilden können, sondern auch Ablagerungen durch Flüsse, Wind oder Eis (Gletscher). Weitere Arbeiten Barrells befassten sich mit der Entstehung von Batholithen oder mit der Isostasie der Erdkruste und ihrem hypothetischen Aufbau aus mehreren Schichten.
William H. Twenhofel zählte zu seinen Schülern.